# 天主教原州教区
天主教原州教區 （拉丁語：Dioecesis Voniuensis）是韓國一個羅馬天主教教區，屬首爾總教區。範圍包括江原道南部，以及忠清北道的堤川市、丹陽郡，座堂位於原州市。
2007年，有62,447名教友，估轄區總人口6.9%，有38個堂區、69名司鐸、245名修士、222名修女。
1965年3月22日被升為教區。現任主教為金智錫。

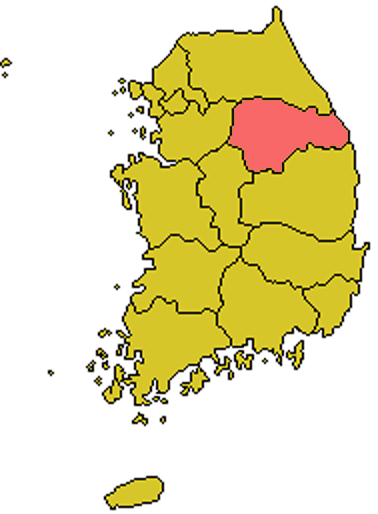
教區範圍